# إغناثيو سانشيز
إغناثيو سانشيز (بالإسبانية: Ignacio Sánchez)‏ (24 فبراير 1991 - ) هو لاعب كرة طائرة إسبانيا.